# Германия на «Евровидении-2009»
Германия участвовала в Евровидении 2009, как это ранее подтвердила Немецкая телекомпания Norddeutscher Rundfunk (NDR).
Ральф Зигель, композитор, автор песен для 14 немецких участников конкурса Евровидения (включая единственное победное выступление Германии с песней «Ein bißchen Frieden»), выразил желание принять участие в немецком национальном отборочном конкурсе в следующий раз.

## Внутренний отбор
Участники Евровидения 2009 от Германии и песня, с которой они ездили представлять свою страну в Москву на конкурс, были определены в понедельник, 9 февраля 2009 по результатам внутреннего отборочного конкурса. Германию будет представлять дуэт «Alex swings Oscar sings» («Алекс играет, Оскар поёт», состоящий из Алекса Кристенсена и Оскара Лойя) со своей песней «Miss Kiss Kiss Bang». Германию на Евровидении впервые представлял участник, не скрывающий своей гомосексуальности.
Алекс Кристенсен родился в Гамбурге. Является продюсером, композитором, диджеем, автором песен. В 1992 году добился международного успеха со своей песней «Das Boot», которую он написал под псевдонимом U96. Оскар Лойя родился в Калифорнии, до переезда в Нью-Йорк работал дизайнером и модельером. В Нью-Йорке участвовал во многих бродвейских мюзиклах, включая «Вестсайдскую историю». В настоящее время 29-летний Лойя живёт в Мюнхене.
В номере Германии принимала участие известная танцовщица Дита фон Тиз.

## В полуфинале
| Отданные голоса Германии в полуфинале | Отданные голоса Германии в полуфинале |
| ------------------------------------- | ------------------------------------- |
| Оценка                                | Страна                                |
| 12                                    | Турция                                |
| 10                                    | Армения                               |
| 8                                     | Босния и Герцеговина                  |
| 7                                     | Португалия                            |
| 6                                     | Румыния                               |
| 5                                     | Мальта                                |
| 4                                     | Швеция                                |
| 3                                     | Мальта                                |
| 2                                     | Черногория                            |
| 1                                     | Румыния                               |

## Финал
В финале Кристенсен и Лойя выступали 17-ми и заняли 20-е место с 35 баллами. В выступлении Германии участвовала американская исполнительница шоу в стиле бурлеска, фотомодель, актриса и певица Дита фон Тиз. Им давали максимум 7 баллов. 7 баллов они получили от Дании и Великобритании.
| Голоса за исполнителей от Германии в финале | Голоса за исполнителей от Германии в финале |
| ------------------------------------------- | ------------------------------------------- |
| Оценка                                      | Страна                                      |
| 12                                          |                                             |
| 10                                          |                                             |
| 8                                           |                                             |
| 7                                           | Дания, Великобритания                       |
| 6                                           | Норвегия                                    |
| 5                                           |                                             |
| 4                                           |                                             |
| 3                                           | Албания, Франция                            |
| 2                                           | Бельгия, Нидерланды, Босния и Герцеговина   |
| 1                                           | Турция, Ирландия, Португалия                |

| Голоса телезрителей Германии в финале | Голоса телезрителей Германии в финале |
| ------------------------------------- | ------------------------------------- |
| Оценка                                | Страна                                |
| 12                                    | Норвегия                              |
| 10                                    | Турция                                |
| 8                                     | Великобритания                        |
| 7                                     | Исландия                              |
| 6                                     | Греция                                |
| 5                                     | Россия                                |
| 4                                     | Мальта                                |
| 3                                     | Франция                               |
| 2                                     | Босния и Герцеговина                  |
| 1                                     | Эстония                               |